# 貞観の治
貞観の治（じょうがんのち）は、中国唐（618年 - 907年）の第2代皇帝太宗の治世、貞観（元年 - 23年）時代（627年 - 649年）の政治を指す。この時代、中国史上最も良く国内が治まった時代と言われ、後世に政治的な理想時代とされた。
わずかな異変でも改元を行った王朝時代において、同一の元号が23年も続くというのはまれであり、その治世がいかに安定していたかが窺える。
この時代を示す言葉として、『資治通鑑』に「－海内升平，路不拾遺，外戸不閉，商旅野宿焉。」（天下太平であり、道に置き忘れたものは盗まれない。家の戸は閉ざされること無く、旅の商人は野宿をする（ほど治安が良い））との評がある。
この時代の政治は『貞観政要』（太宗と大臣の対話集）として文書にまとめられ、長く政治のテキストとして用いられた。
2代目の太宗(李世民)の治世、国内の平定と対外進出を行い、各制度を整備した。
隋の制度を踏襲し、戸籍に基づき一体的に運用した。
土地の制度では、均田制を継承した。官僚は官人永業田を世襲し、荘園を形成した。